# Saint Louis Football Club
El St. Louis Football Club fue un equipo de fútbol de los Estados Unidos de la ciudad de San Luis, Misuri. Participó en la USL Championship y jugaba sus encuentros de local en el Toyota Stadium, cancha principal del World Wide Technology Soccer Park en Fenton.

## Historia
Fue fundado el 1 de mayo del año 2014 en la ciudad de San Luis, Misuri cuyo propietario es la SLSG PRO, afiliada al programa de formación de jugadores jóvenes St. Louis Scott Gallagher.
El club debutó en la antiguamente conocida como USL Pro en la temporada 2015 como uno de los clubes de expansión de la liga.
El 16 de enero de 2015, el equipo anunció su afiliación con el Chicago Fire de la MLS, la cual duró hasta el 15 de febrero de 2017.
En su temporada inaugural, debutó el 28 de marzo de 2015 contra el Lousiville City, encuentro que perdió por 2-0. Su primera victoria oficial fue el 2 de abril por 2-0 sobre el Tulsa Roughnecks, Jeremie Lynch anotó el primer gol del club al minuto 42.
El 15 de agosto de 2016, el Saint Louis FC adquirió al club Springfield Synergy FC de la PDL, luego renombró al club como Saint Louis FC U-23.
El 25 de agosto de 2020 el club anunció que desaparecería debido a problemas financieros por la pandemia de COVID-19 en 2020 y por el equipo de expansión de la MLS que tendría la ciudad de St. Louis,

## Entrenadores
- Dale Schilly (2015-2016)
- Preki (2016-2017)
- Anthony Pulis (2017-2019)
- Steve Trittschuh (2020-)

## Gerencia
- Jim Kavanaugh - CEO
- Tom Strunk - CFO
- Rob Ebert - CLO
- Patrick Barry - Director Ejecutivo
- Jeremy Alumbaugh - Gerente General
- Jon Beilstein - Director de Ventas
- Andy Krus - Director de Finanzas
- Tyler Tetzlaff  - Gerente de Comunicaciones